# روزی در زندگی تو (ترانه مایکل جکسون)
«روزی در زندگی تو» (به انگلیسی: One Day in Your Life) نام ترانه‌ای است که مایکل جکسون در سال ۱۹۷۵ برای آلبوم مایکل، برای همیشه ضبط کرد. ترانه‌سرای آن سم براون و آهنگساز آن رنی آرمند است. این ترانه به دنبال فروش موفق آلبوم غیرمعمول جکسون که در سال ۱۹۷۹ منتشر شد، به عنوان تک‌آهنگ در سال ۱۹۸۱ در آلبوم گردآوری شده روزی در زندگی تو نیز منتشر شد.
با اینکه این ترانه در آمریکا جایگاه ۵۵ را در جدول بیلبورد داشت اما در انگلیس نخستین آهنگ جکسون بود که در جدول تک‌آهنگ‌های بریتانیا جایگاه نخست را به دست آورد و این جایگاه را به مدت دو هفته در ماه‌های ژوئن و ژوئیه سال ۱۹۸۱ حفظ کرد. روزی در زندگی تو در جدول تک‌آهنگ‌های ایرلند و ۴۰ آهنگ برتر هلند نیز جایگاه نخست را به دست آورد و در آفریقای جنوبی نیز موفق بود. این ترانه ششمین تک‌آهنگ پرفروش سال ۱۹۸۱ در بریتانیا شد.

## جدول
| جدول (۱۹۸۱)             | بالاترین جایگاه |
| ----------------------- | --------------- |
| جدول تک‌آهنگ‌های استرالیا | ۹               |
| ۴۰ آهنگ برتر هلند       | ۱               |
| جدول تک‌آهنگ‌های ایرلند   | ۱               |
| جدول تک‌آهنگ‌های بریتانیا | ۱               |
| ۱۰۰ آهنگ داغ بیلبورد    | ۵۵              |
| جدول (۲۰۰۹)             | بالاترین جایگاه |
| جدول تک‌آهنگ‌های ایرلند   | ۹۴              |